# Wilhelm Karsch

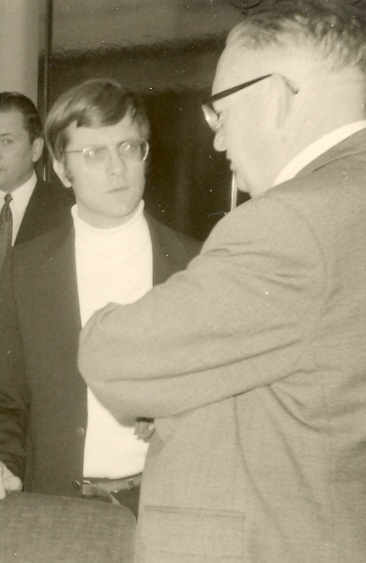
Hans Peter Rehm und Wilhelm Karsch (rechts)

Wilhelm Karsch (* 21. Juni 1899 in Essen; † 9. April 1973 in Barmstedt) war ein deutscher Schachkomponist und -redakteur.

## Schachkomposition
Karsch komponierte Mehrzüger und Selbstmatts, war aber auch auf dem Gebiet des Märchenschachs aktiv. Mehrere seiner Kompositionen wurden in die FIDE-Alben aufgenommen, wo er es insgesamt auf 6,83 Punkte brachte.
|   | a | b | c | d | e | f | g | h |   |
| 8 |   |   |   |   |   |   |   |   | 8 |
| 7 |   |   |   |   |   |   |   |   | 7 |
| 6 |   |   |   |   |   |   |   |   | 6 |
| 5 |   |   |   |   |   |   |   |   | 5 |
| 4 |   |   |   |   |   |   |   |   | 4 |
| 3 |   |   |   |   |   |   |   |   | 3 |
| 2 |   |   |   |   |   |   |   |   | 2 |
| 1 |   |   |   |   |   |   |   |   | 1 |
|   | a | b | c | d | e | f | g | h |   |

Lösung:
```
1. g6–g7 droht 2. g7–g8D+ e6 3. Dxe6 matt
Schwarz hat folgende Möglichkeiten, diese direkte Drohung abzuwehren:
falls 1. … Tb1–b8 2. Sa4–b6+ La7xb6 (oder 2. … Tb8xb6 3. Df4–d4 matt) 3. Sa6–b4 matt
falls 1. … Tc1–c8 2. Sa6–c5 La7xc5 (oder d6xc5) 3. Sa4–c3 matt
falls 1. … e7–e6 2. g7–g8S! nebst Sg8–f6 matt
```

Zweimal Nowotny nach kritischen Zügen der schwarzen Türme.

## Redakteur

### Die Schwalbe
1924 gehörte Karsch zu den Gründern der Problemvereinigung Schwalbe. Von Juni 1939 bis 1943 übernahm er den Posten des ersten Vorsitzenden. Als die Zeitschrift Die Schwalbe wegen des Zweiten Weltkrieges nicht mehr erschien, informierte Karsch die Vereinsmitglieder von 1943 bis 1946 durch seine Mitteilungen der Schwalbe. Von 1952 bis 1957 war er für die Rubrik Märchenschach verantwortlich. Danach konzentrierte er sich auf seine Zeitschrift feenschach, lediglich in der zweiten Jahreshälfte 1967 war er noch einmal für Die Schwalbe aktiv.

### feenschach
1949 gründete Karsch die Zeitschrift feenschach, die sich auf die Gebiete Märchenschach und Retroaufgaben konzentriert. Bis 1970 war er hier der verantwortliche Redakteur.

### Tageszeitungen
Von 1933 bis 1935 veröffentlichte er Schachaufgaben in den Kieler Neuesten Nachrichten, danach von 1936 bis 1939 in der Nordwestdeutschen Zeitung.

### Werke
Auf dem Gebiet der Problemtheorie leistete Karsch mehrere Beiträge:
- 1952 Figuren-Rundläufe im Schachproblem (zusammen mit Wilhelm Hagemann)
- 1952 Zwillinge und Mehrlinge
- 1963 Thema gegen Thema

## Privat
Nach seinem Studium der Naturwissenschaften in Kiel arbeitete Karsch als Lehrer an Gymnasien, so in den 1960er Jahren als Mathematiklehrer an der Bismarckschule Elmshorn.